# David Joseph Carpenter
David Joseph Carpenter (ur. 6 maja 1930 w San Francisco) – amerykański seryjny morderca, który dopuścił się serii morderstw młodych kobiet na szlakach turystycznych w pobliżu San Francisco w Kalifornii. Nazywany Mordercą ze szlaku.

## Życiorys
Carpenter urodził się i wychował w San Francisco. W dzieciństwie był maltretowany fizycznie przez ojca-alkoholika i dominującą matkę. Będąc chłopcem bardzo się jąkał i moczył w łóżku, a także torturował zwierzęta. Mając 17 lat trafił do więzienia za seksualne molestowanie dwóch swoich kuzynów.
W 1955 roku ożenił się i z tego związku miał później troje dzieci.

## Zbrodnie
W 1960 roku Carpenter dopuścił się usiłowania zabójstwa, za co trafił na siedem lat do więzienia. W 1970 roku został aresztowany za porwanie i spędził kolejnych siedem lat za kratkami. Po wyjściu na wolność policja podejrzewała, że może być poszukiwanym seryjnym mordercą o pseudonimie Zodiak, ale ostatecznie został oczyszczony z podejrzeń.
W latach 1980–1981 zamordował sześć kobiet. Zabił też mężczyznę towarzyszącego jednej z ofiar.
Carpenter został w końcu aresztowany i uznany za winnego tych morderstw, za co został skazany na śmierć w komorze gazowej. Obecnie przebywa w celi śmierci więzienia stanowego San Quentin, gdzie oczekuje na wykonanie wyroku.

## Ofiary
| Lp. | Ofiara           | Wiek | Data                 |
| --- | ---------------- | ---- | -------------------- |
| 1.  | Cynthia Moreland | 18   | 11 października 1980 |
| 2.  | Richard Stowers  | 19   | 11 października 1980 |
| 3.  | Anne Alderson    | 26   | 15 października 1980 |
| 4.  | Shauna May       | 25   | 28 listopada 1980    |
| 5.  | Diana O’Connell  | 22   | 28 listopada 1980    |
| 6.  | Ellen Hansen     | 20   | 29 marca 1981        |
| 7.  | Heather Scaggs   | 20   | 2 maja 1981          |